# Теодосије (син цара Ираклија I)
Теодосије је био византијски племић из раног sé VII века, други син цара Ираклија I (р. 610–641 и његове друге жене, царице Мартине (р. 613–641). 
Рођен је глув. Између Ираклијевог сусрета са сасанидским генералом Шахрбараз у Арабису (јул 629.) и потоњег ступања на дужност персијског шаха (27. априла 630.), договорили су да се Теодосије ожени Ником, (тада са 5 или 6 година)  ћерком Шахрбараза; такође је могуће да је до брака дошло након атентата на Шахарбараза (9. јула 630). За Валтера Каегија, овај брак је значио повећање моћи Византијског царства над Персијом, као и утицај на ширење хришћанства у земљи ако Шахрабараз остане на власти. 